# Pink Friday: Reloaded Tour
El Pink Friday: Reloaded Tour (a mediados llamada Roman Reloaded Tour)es la segunda gira de conciertos de la artista trinitense Nicki Minaj. El tour es del segundo álbum de estudio de la rapera y compositora, Pink Friday: Roman Reloaded, y comienza en octubre de 2012 en Europa. 
Este tour está previsto que sea una producción más grande que el Pink Friday Tour. Las modificaciones incluirán un espectáculo más teatral, un conjunto más grande, un escenario más grande, más bailarines, y será mucho más sincronizado ya que incluye una línea de historia y contenido de vídeo. Nicki dijo que esta gira será como el "Pink Friday Tour" en fechas y lugares. Las fechas de Australia y Europa han sido anunciadas, y se estima que Nicki Minaj añada las fechas de África, Sudamérica , Canadá, Polonia y España, así como en Asia, debido a la alta demanda. Las fechas en América del Norte lo más probable es que se ejecuten en el año 2013 y finalicen en febrero de 2013.

## Antecedentes
Se anunció a través del Twitter de Minaj que Tyga, su compañero de sello (Young Money), será su telonero en el Reino Unido. Más tarde se anunció que la cantante, compositora británica y semifinalista del Factor X de Reino Unido Misha B, también será telonera en la etapa Europea de la gira. Nicki Minaj está pendiente de figurar en la nueva serie de apertura de E!, donde aspirantes a artistas tendrán la oportunidad de abrirse para las más grandes celebridades del mundo. Se abrirá en una noche durante la gira.

## Actos de apertura
- Tyga (Europa)
- Misha B (Reino Unido)

## Lista de canciones
Acto I:

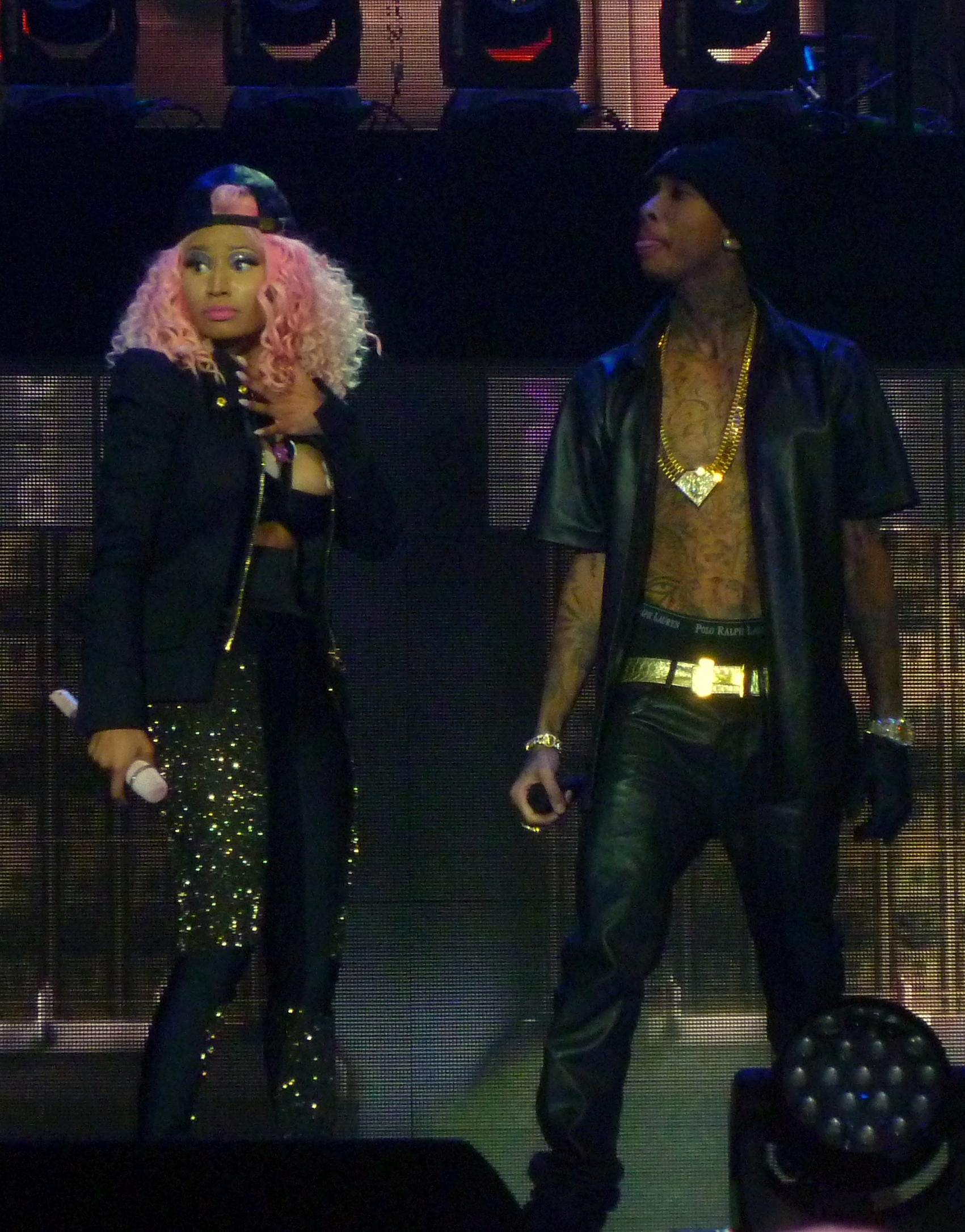
Minaj y Tyga actuando juntos

1. "I Am Your Leader" (Introducción instrumental)
2. "Come On A Cone" (Introducción)
3. "Roman Reloaded"
4. "Beez in the Trap"
5. "Did It On 'Em"/"Up All Night"
6. "Moment 4 Life"

Acto II:
1. "Whip It" (Interludio)
2. "The Boys"
3. "Muny"
4. "Raining Men"
5. "I Luv Dem Strippers"
6. "Dance (A$$)"
7. "Bottoms Up"
8. "Va Va Voom"
9. "Super Bass"

Acto III:
1. "Fly" (Interludio en video)
2. "Right Thru Me"
3. "Fire Burns"
4. "Marilyn Monroe"

Acto IV:
1. "Catch Me" (Interludio)
2. "Automatic"
3. "Pound the Alarm"
4. "Turn Me On"

Acto V:
1. "Where Them Girls At" (Interludio)
2. "Roman Holiday"
3. "Roman's Revenge"
4. "Monster"
5. "Letting Go (Dutty Love)"
6. "Hold Yuh"
7. "My Chick Bad"
8. "BedRock"

Encore:
1. "Starships"

## Fechas
| Fecha                    | Ciudad     | País                   | Lugar                            |
| ------------------------ | ---------- | ---------------------- | -------------------------------- |
| Oceania                  |            |                        |                                  |
| 28 de septiembre de 2012 | Auckland   | Nueva Zelanda          | Spark Arena                      |
| 3 de octubre de 2012     | Brisbane   | Australia              | Brisbane Entertainment Centre    |
| 5 de octubre de 2012     | Sídney     | Australia              | Qudos Bank Arena                 |
| 6 de octubre de 2012     | Melbourne  | Australia              | Rod Laver Arena                  |
| 9 de octubre de 2012     | Perth      | Australia              | Burswood Dome                    |
| Europa                   |            |                        |                                  |
| 14 de octubre de 2012    | París      | Francia                | Palais Omnisports de Paris-Bercy |
| 15 de octubre de 2012    | Ámsterdam  | Países Bajos           | Ziggo Dome                       |
| 17 de octubre de 2012    | Zúrich     | Suiza                  | Hallenstadion                    |
| 18 de octubre de 2012    | Bruselas   | Bélgica                | Forest National                  |
| 21 de octubre de 2012    | Nottingham | Reino Unido            | Motorpoint Arena Nottingham      |
| 22 de octubre de 2012    | Mánchester | Reino Unido            | Manchester Arena                 |
| 24 de octubre de 2012    | Liverpool  | Reino Unido            | M&S Bank Arena                   |
| 25 de octubre de 2012    | Newcastle  | Reino Unido            | Utilita Arena Newcastle          |
| 27 de octubre de 2012    | Birmingham | Reino Unido            | LG Arena                         |
| 28 de octubre de 2012    | Newcastle  | Reino Unido            | Utilita Arena Newcastle          |
| 30 de octubre de 2012    | Londres    | Reino Unido            | The O2 Arena                     |
| 2 de noviembre de 2012   | Mánchester | Reino Unido            | Manchester Arena                 |
| 3 de noviembre de 2012   | Sheffield  | Reino Unido            | Utilita Arena Sheffield          |
| 5 de noviembre de 2012   | Dublín     | Irlanda                | 3Arena                           |
| 7 de noviembre de 2012   | Cardiff    | Reino Unido            | Utilita Arena Cardiff            |
| Asia                     |            |                        |                                  |
| 28 de diciembre de 2012  | Dubái      | Emiratos Árabes Unidos | Meydan Racecourse                |